# Potencial vectorial electromagnético
En electromagnetismo, el potencial vectorial o vector potencial magnético (o magnetostático) {\displaystyle \mathbf {A} } es un campo vectorial tridimensional cuyo conocimiento permite conocer el campo magnético.

## Relación con el campo eléctrico y magnético
Dada una región del espacio, en ella el campo magnético es simplemente el rotacional del potencial vector:

(1){\displaystyle \mathbf {B} =\nabla \times \mathbf {A} }

Calculando la divergencia en ambos lados de la ecuación, se observa que se cumple automáticamente la ecuación de Maxwell para la divergencia del campo magnético:

{\displaystyle \nabla \cdot \mathbf {B} =\nabla \cdot (\nabla \times \mathbf {A} )=0}

Por otro lado en el caso de campos electromagnéticos dependientes del tiempo el campo eléctrico dependerá no solo del potencial eléctrico sino también del potencial vector, según la relación:

(2){\displaystyle \mathbf {E} =-{\frac {\partial \mathbf {A} }{\partial t}}-\nabla \phi }

A partir de esa relación se ve que el campo eléctrico y magnético cumplen la ley de Faraday:

{\displaystyle \nabla \times \mathbf {E} =-\nabla \times {\frac {\partial \mathbf {A} }{\partial t}}-\nabla \times \nabla \phi =-{\frac {\partial (\nabla \times \mathbf {A} )}{\partial t}}-0=-{\frac {\partial \mathbf {B} }{\partial t}}}

## Relación con la densidad de corriente
La definición del potencial vector deja un amplio margen de libertad en la elección de su divergencia. Introduciendo {\displaystyle \mathbf {A} } en ley de Ampère para medios lineales, homogéneos e isótropos:

(3){\displaystyle \mu \mathbf {J} =\nabla \times \mu \mathbf {H} =\nabla \times \mathbf {B} =\nabla \times \nabla \times \mathbf {A} =\nabla (\nabla \cdot \mathbf {A} )-\nabla ^{2}\mathbf {A} }

Ahora, si escogemos {\displaystyle \nabla \cdot \mathbf {A} =0}, obtenemos:

{\displaystyle \nabla ^{2}\mathbf {A} =-\mu \mathbf {J} }

Esta última ecuación es conceptualmente similar a la ecuación de Poisson y simplifica en muchas ocasiones la resolución de problemas de magnetostática. Dada una distribución de corriente estacionaria el potencial vector viene dado por:

{\displaystyle \mathbf {A} (\mathbf {r} )=\int _{V}{\frac {\mu }{4\pi }}{\frac {\mathbf {J} }{|\mathbf {r} -\mathbf {r} '|}}d^{3}\mathbf {r} '}

## Interpretación
A diferencia del potencial eléctrico, el potencial vector magnético no tiene significado físico sencillo. Su interpretación más sencilla es que la circulación del potencial vector magnético a través de una curva cerrada C es igual al flujo del campo magnético a través de una superficie S rodeada por la curva C.
{\displaystyle \Phi _{B}=\iint _{S}\mathbf {B} \cdot d\mathbf {S} =\iint _{S}\nabla \times \mathbf {A} \cdot d\mathbf {S} =\oint _{C}\mathbf {A} \cdot d\mathbf {l} }

### Medición del potencial vector
Además debido a la libertad gauge el potencial vector no es una magnitud física medible unívocamente determinada. Sin embargo, como prueba el efecto Aharonov-Bohm el potencial vector tiene un efecto físico medible incluso en regiones donde el campo magnético es nulo. Eso sucede en regiones en las que existe un campo magnético confinado, de tal manera que la región donde el campo magnético se anula no es simplemente conexa.

{\displaystyle {\begin{cases}\mathbf {B} =0&\mathbf {A} \neq 0\\\mathbf {B} \neq \nabla \times \mathbf {A} \end{cases}}}

## Cuadripotencial
El potencial vector clásico puede ampliarse a un cuadrivector añadiendo el potencial eléctrico como coordenada temporal, es decir:

{\displaystyle A^{\mu }=\left({\frac {\phi }{c}};\mathbf {A} \right)}

Equivalentemente puede construirse la 1-forma asociada al cuadrivector anterior, cuya derivada exterior es precisamente el tensor campo electromagnético:

{\displaystyle \mathbf {F} =d\mathbf {A} ,\qquad F_{\mu \nu }=\left({\frac {\partial A_{\nu }}{\partial x^{\mu }}}-{\frac {\partial A_{\mu }}{\partial x^{\nu }}}\right)}

Puede demostrarse que en un dominio estrellado si existe un campo electromagnético que satisface las ecuaciones de Maxwell homogéneas, entonces puede construirse unívocamente un cuadripotencial definido en todo el dominio cuya derivada exterior coincida precisamente con dicho campo.